# 贾伦·杰克逊
贾伦·杰克逊一世（英語：Jaren Jackson sr，1967年10月27日—），美国NBA联盟前职业篮球运动员。